# Trillium luteum
Trillium luteum là một loài thực vật có hoa trong họ Melanthiaceae. Loài này được (Muhl.) Harb. miêu tả khoa học đầu tiên năm 1901.